# Decetia dichromata
Decetia dichromata är en fjärilsart som beskrevs av Walker 1866. Decetia dichromata ingår i släktet Decetia och familjen Uraniidae. Inga underarter finns listade i Catalogue of Life.